# Романовка (Бурлинский район)
Романовка — упразднённое село в Бурлинском районе Алтайского края. Входило в состав Новосельского сельсовета. Ликвидировано в 2001 г.

## История
Основано в 1910 году. В 1928 году посёлок Романовский состоял из 51 хозяйства, в составе Крещенского сельсовета Ново-Алексеевского района Славгородского округа Сибирского края. Сельскохозяйственная артель имени Суворова. С 1957 г. отделение совхоза «Мирный».
Исключено из учётных данных в 2001 г.

## Население
В 1928 году в посёлке проживало 237 человека (119 мужчин и 118 женщин), основное население — русские.